# Osceola County, Iowa
Osceola County är ett administrativt område i delstaten Iowa, USA. År 2010 hade countyt 6 462 invånare. Den administrativa huvudorten (county seat) är Sibley.

## Geografi
Enligt United States Census Bureau har countyt en total area på 1 035 km². 1 033 km² av den arean är land och 2 km² är vatten.

### Angränsande countyn
- Nobles County, Minnesota - nordväst
- Jackson County, Minnesota - nordost
- Dickinson County - öst
- O'Brien County - söder
- Lyon County - väst